# Alexandrina Hristov
Alexandrina Hristov (n. 5 mai 1978, Chișinău, Republica Sovietică Socialistă Moldovenească, Uniunea Republicilor Sovietice Socialiste) este o artistă originară din Republica Moldova. Activitatea sa se leagă de muzică, pictură și poezie. Piesa cu care a devenit cunoscută publicului românesc se numește „Fata merge pe jos”. 

## Elemente biografice și cariera
Alexandrina a absolvit Academia de Muzică, Teatru și Arte Plastice din Chișinău. Activitatea sa se leagă de muzică, pictură și poezie, pe care le combină foarte reușit. În anul 2005, a fost una dintre protagonistele filmului „Trois femmes de Moldavie”, în regia lui Paul Cuzuioc, pe a cărui coloană sonoră s-au aflat câteva dintre piesele sale. În urma realizării acestui film, s-a mutat în România, unde a avut primele sale apariții într-o serie de concerte la Cafe Deko din București. 
Artista a mai cântat la Festivalul de Jazz de la Gărâna, Festivalul Om bolnav, la Peștera Bolii, la Festivalul Internațional de Film Transilvania.
Printre primele sale apariții se numără o serie de concerte la Cafe Deko din București, precum și participări la emisiuni precum „Teo” (Pro TV), „Garantat 100%” (TVR) ori „Duminica în familie” (Antena 1). Solista a câștigat de asemenea notorietate prin intermediul Internetului, înregistrări din concerte fiind răspândite prin programe peer-to-peer. 
Producători muzicali și orchestratori: Petrică Ionuțescu și Gabriel Almași. Colaboratori: Valentin Potra (baterie), Tavi Scurtu (percuție), Arthur Balogh (contrabas), DJ K-lu (scratch), Ion Vidu (tuba), Radu Guti (trombon), etc.
Alexandrina cântă în română, franceză și rusă. Stilul său muzical este greu de definit, dar se încadrează între pop acustic, rock contemporan, alternative, jazz și soul, cu elemente inovatoare la nivelul compoziției și versurilor. Alexandrina apare adesea pe scenă alături de o trupă de instrumentiști, dar uneori își susține recitalul în formulă voce-pian.

## Debutul discografic:Om de lut(2009)
Primul album al Alexandrinei se numește „Om de lut” și a fost lansat pe 9 aprilie 2009, reprezentând o colecție de piese vechi și noi. Conform artistei:
„Om de lut este copilul meu, un copil frumos și sănătos, gingaș, mai mult bemol decât major, rafinat și expresiv. Inima omului de lut bate în ritmuri de jazz, soul, funk, electropop. Omul de lut va cânta despre drum, zbor, căutari, vapoare și mare, avioane și ochi verzi, despre dor și insomnie, flori și nervi, Zorro și Făt-Frumos... iubire și cosmos, femei, ploaie și vânt, despre Rege și Regină”

## Al doilea album:Flori de spin(2014)
Cel de-al doilea album de studio al Alexandrinei, intitulat Flori de spin, a fost lansat la data de 5 aprilie 2014. Evenimentul a fost marcat prin susținerea unui concert de marcă la Sala Radio „Mihail Jora” din București. Artista a descris discul astfel:
„Flori de Spin e o bună bucată din viața mea. Piese noi, piese vechi. Scrise printre triste sau fericite insomnii. Este prima mea experiență în orchestrație muzicală. Flori de spin e feminin și de ascultat în căști. Noaptea, în singurătate”

## Stil muzical și influențe
Alexandrina cântă în limbile română, franceză și rusă. Stilul său muzical este greu de definit, dar se încadrează între pop acustic, rock contemporan, alternative, jazz și soul, cu elemente inovatoare la nivelul compoziției și versurilor. Alexandrina apare adesea pe scenă alături de o trupă de instrumentiști, dar uneori își susține recitalul în formulă voce-pian.
În ceea ce privește preferințele sale muzicale, Tori Amos deține întâietate, cu care împărtășește trăsături precum sensibilitatea și versatilitatea vocii, virtuozitatea de a cânta la pian și sensibilitatea versurilor, pe alocuri absurde. Alți artiști care i-au influențat stilul sunt PJ Harvey, Björk, Morcheeba.